# マリア・クレセンティア・フォン・ホーエンツォレルン＝ジグマリンゲン
マリア・クレセンティア・アンナ・ヨハンナ・フランツィスカ・フォン・ホーエンツォレルン＝ジグマリンゲン（Maria Kreszentia Anna Johanna Franziska Prinzessin von Hohenzollern-Sigmaringen, 1766年7月23日 - 1844年5月5日）は、ドイツの小諸侯ホーエンツォレルン＝ジグマリンゲン家の侯女。

## 生涯
ホーエンツォレルン＝ジグマリンゲン侯カール・フリードリヒとその妻のベルク＝スへーレンベルク女伯ヨハンナの間の末娘。1769年、3歳でブーハウ女子修道院の聖堂参事会員の地位を得る。1807年、40歳の時にジグマリンゲン侯家に仕える宮内官・傅育官フランツ・クサーヴァー・フィッシュラー（1770年 - 1835年）と結婚。1813年6月12日、兄アントン・アロイスとの間で相続協定を結び、ジグマリンゲン侯家が教会の世俗化に伴い入手した旧修道院領の1つホルツェン城及び付属荘園の所有権を譲られた。
夫との間の一人息子エルンスト・フィッシュラー・フォン・トロイベルク伯爵（1810年 - 1867年）は、1843年ブラジル皇帝ペドロ1世の庶出の娘、ゴイアス公爵夫人イザベル・マリア・デ・アルカンタラ・ブラジレイラと結婚した。